# William Ewen
William Ewen (Inghilterra, 15 aprile 1720 – Georgia, 24 gennaio 1777) è stato un politico e rivoluzionario statunitense.

## Biografia
Nacque in Inghilterra nel 1720 circa, per poi migrare nelle Tredici Colonie nel 1734 come servo debitorio. Divenne quindi assistente del magistrato Thomas Causton, occupandosi del suo negozio di Savannah mentre egli attendeva ai doveri legali.
Divenuto libero, tentò di guadagnarsi da vivere come allevatore, ma dopo numerosi insuccessi tornò a Savannah nel 1740 e riprese il mestiere di bottegaio. Nello stesso periodo cominciò ad essere coinvolto in politica, arrivando ad essere uno degli esponenti più radicali dei Malcontenti, ovvero quei coloni georgiani che disapprovavano la politica degli amministratori britannici e che sarebbero stati i primi ad abbracciare la causa rivoluzionaria. Ewen era particolarmente noto e problematico, tanto che il governatore William Stephens lo definì un "virulento combinaguai".
Eletto nel 1761 nell'Assemblea georgiana, inizialmente collaborò col nuovo governatore James Wright, ma all'approvazione dello Stamp Act del 1765 fu tra i suoi principali oppositori. Propugnatore degli ideali rivoluzionari, fu uno dei fondatori della branca georgiana dei Sons of Liberty, e nel gennaio 1775 fu tra i firmatari dell'Associazione Continentale in rappresentanza della Georgia, aggiungendo così il proprio Stato alle colonie ribelli al Regno Unito.
Ormai uno dei membri più rispettati dell'Assemblea georgiana, venne eletto poco dopo a capo del Consiglio di Sicurezza, l'organo provvisorio che governava la Georgia dopo l'arresto e la fuga di James Wright. Fu responsabile dell'organizzazione delle prime iniziative rivoluzionarie, come la cacciata delle guarnigioni inglesi e il ripudio delle vecchie leggi regie. Dimessosi alla fine dell'anno, venne rieletto alcuni mesi più tardi.
Ormai stanco e malato, alla fine del 1776 si dimise nuovamente e redasse testamento, morendo all'inizio del 1777. Suo successore fu Archibald Bulloch, primo governatore indipendente della Georgia.